# Bokförlaget Langenskiöld
Bokförlaget Langenskiöld är ett svenskt bokförlag, grundat år 2002, med säte i Stockholm.
Bokförlaget Langenskiöld grundades och ägs av Alba Langenskiölds stiftelse för kulturella och allmännyttiga ändamål till minne av Alba Langenskiöld. I linje med stiftelsens syften avses förlaget, enligt dess egen beskrivning, utgöra ett samhällsengagerat allternativ till en alltmer kommersialiserad bokbransch. Förlaget ger ut böcker inom tre olika områden: konst och kultur, samhällsengagemang samt barn och ungdom. Utgivningen syftar till att "bidra till en nyanserad bild av aktuella kultur- och samhällsfrågor".
Förlaget bedriver också olika projekt inom kultur, miljö och för barn och unga i samarbete med skolor, bland annat en återkommande skrivartävling för barn. År 2014 inledde man även utgivningen av Sveriges yngsta romanförfattare, Maj Lundgren, 13 år.
VD och förlagschef är Susanne Hamilton.